# Реформа дати Великодня
Реформа дати Великодня стосується пропозицій щодо зміни дати щорічного святкування Великодня. Ці пропозиції включають встановлення фіксованої дати або узгодження між східним і західним християнським світом спільної основи для розрахунку дати Великодня, щоб усі християни святкували свято в один день.
У останніх заявах Ватикану та православних церков йдеться про досягнення консенсусу до 2025 року, якраз до 1700-річчя Нікейського собору, але без подробиць і будь-яких конкретних планів або того, хто які зміни прийматиме. 10 листопада 2022 року Вселенський патріарх Варфоломій І заявив, що і з православної, і з католицької сторони є добрий намір нарешті встановити спільну дату для святкування Великодня — Христового Воскресіння до відзначення 1700-річчя Першого Вселенського собору, що мав місце в Нікеї 325 року.
Станом на 2024 рік Ассирійська церква Сходу, Католицька церква, протестантські конфесії, Вірменська апостольська церква, Індійська православна церква та автономна Фінляндська православна церква використовують григоріанську пасхалію, яка для розрахунків фіксованого весняного рівнодення 21 березня використовує григоріанський календар, тоді як Православна церква, Болгарська, Греко-візантійська, Російська, Румунська та Українська греко-католицькі церкви, Єрусалимський вірменський патріархат, Еритрейська та Етіопська східні католицькі церкви, Етіопська, Еритрейська, Коптська та Сирійська орієнтальні православні церкви та Давня церква Сходу дотримуються александрійської пасхалії, де фіксоване весняне рівнодення відбувається 21 березня за юліанським календарем, що відповідає 3 квітня за григоріанським календарем.

## Опис
Реформа дати Великодня пропонувалася кілька разів, оскільки нинішня система визначення дати Великодня сприймається як дві суттєві проблеми:
- Його дата змінюється з року в рік, коливаючись у межах 35 днів у березні та квітні. Хоча багато християн не вважають це проблемою, це може спричиняти часті труднощі в координації з цивільними календарями, наприклад академічними термінами. У багатьох країнах державні свята бувають навколо Великодніх вихідних або прив'язані до дати Великодня, але поширюються з лютого по червень, наприклад, Масляний вівторок або Вознесіння і П'ятидесятниця.
- Східні церкви обчислюють дату Великодня за новоюліанським і юліанським календарем і всі західні церкви за григоріанським календарем. Отже, у більшості років Великдень святкується пізніше на Сході, ніж на Заході.

З античності існували суперечки щодо "правильної" дати Великодня, що призвело до розколів та відлучення від церкви або навіть страти через єресь. Великдень слід святкувати:
- у неділю (за даними Першого Нікейського собору 325 року),
- після північного рівнодення (близько 20 березня за григоріанським календарем), тобто навесні у Північній півкулі та восени — у Південній,
- після іменного "пасхального" повного місяця.

Розбіжності стосуються, зокрема, визначення фаз Місяця та рівнодення, деякі все ще віддають перевагу астрономічним спостереженням з певного місця (зазвичай Єрусалиму, Александрії, Риму чи місцевого регіону), більшість інших слідують за їх номінальним наближенням в єврейському, юліанському, чи григоріанському календарях, використовуючи різні таблиці пошуку та цикли в своїх алгоритмах. Відхилення можуть також виникати внаслідок різних визначень початку дня, тобто сутінків, заходу сонця, опівночі, світанку чи сходу сонця, а також рішення, чи можуть відповідні старти астрономічної весни, Пасхального повного місяця та Великодньої неділі відбуватися протягом одного дня як вони спостерігаються в такому порядку.

## Фіксована дата
Було запропоновано, що перша проблема може бути вирішена шляхом встановлення Великодня на дату, фіксовану щодо західного григоріанського календаря, щороку, або, як варіант, на неділю в межах фіксованого діапазону семи чи восьми дат. Хоча прив’язка Великодня до однієї фіксованої дати могла б підкреслити віру в те, що вона відзначає справжню історичну подію, без супровідної календарної реформи, яка змінює схему днів тижня або прийняття високосного тижня, це також порушить традицію Пасхи завжди бути в неділю, встановлену ще з 2 століття і дотепер глибоко закладену в літургійній практиці та теологічному розумінні майже всіх християнських конфесій.
Другий Вселенський Собор Ватикану погодився в 1963 році прийняти фіксовану неділю за григоріанським календарем як дату Великодня, якщо інші християнські церкви також погодяться на це. Вони також принципово домовились прийняти реформу цивільного календаря, якщо ніколи не було днів поза циклом семи днів на тиждень.
У 1977 році деякі східні православні представники заперечували проти відокремлення дати Великодня від місячних фаз.

## Уніфікована дата
Пропозиції щодо вирішення другої проблеми досягли значного прогресу, але вони ще не прийняті.

### Пропозиція 1923 року
Астрономічне правило для Великодня було запропоновано розглянути Константинопольським собором 1923 року, який також затвердив новоюліанський календар: Великдень мав бути неділею після півночі до півночі на меридіані церкви Гробу Господнього в Єрусалимі (35 ° 13 ′ 47,2 ″ E або UT + 2 год 20 м 55 с для маленького купола), під час якого настає перший повний місяць після весняного рівнодення.
Хоча момент повного місяця повинен настати після моменту весняного рівнодення, він може відбутися в той же день. Якщо повний місяць відбувається в неділю, Великдень — це наступна неділя. Це запропоноване астрономічне правило було відкинуто усіма православними церквами і ніколи не розглядалося жодною західним християнством.

### Пропозиція 1997 року
Всесвітня рада церков (ВРЦ) запропонувала реформу методу визначення дати Великодня на саміті в Алеппо, Сирія, у 1997 році: Великдень буде визначений як перша неділя після першого астрономічного повного місяця після астрономічного весняного рівнодення, визначеного з меридіана Єрусалиму. Реформу було б здійснено починаючи з 2001 року, оскільки в цьому році східна та західна дати Великодня збігалися.
Ця реформа не була здійснена. Вона покладалася головним чином на співпрацю Східної православної церкви, оскільки дата Великодня для неї негайно змінювалася; тоді як для західних церков нова система не відрізнялася б від системи, що застосовувалася до 2019 року. Однак підтримка східних православних не надходила, і реформа зазнала невдачі.  Набагато більший вплив, який ця реформа мала б на східні церкви порівняно із західними, призвела до того, що деякі православні підозрювали, що рішення ВРЦ було спробою Заходу в односторонньому порядку нав'язати свою точку зору решті світу під виглядом екуменізму. Однак можна також стверджувати, що справедливо вимагати значних змін від східних християн, оскільки вони просто вносили б ті самі суттєві зміни, що й різні західні церкви в 1582 році (коли Католицька церква вперше прийняла григоріанський календар) та наступні роки, щоб календар та Великдень більше відповідали сезонам.

### Пропозиції 2008–2009 років
У 2008 та 2009 роках була нова спроба досягти консенсусу щодо єдиної дати з боку католицьких, православних та протестантських лідерів. Ці зусилля значною мірою залежать від попередньої роботи, проведеної під час конференції в Алеппо 1997 року. Його організували науковці, що працюють в Інституті екуменічних студій Львівського національного університету імені Івана Франка.
Як повідомляється, на частину цієї спроби вплинули екуменічні зусилля в Сирії та Лівані, де греко-мелкітська церква зіграла важливу роль у покращенні зв'язків з православними. Існує також низка явищ, відомих як Богоматір Суфанія, які вимагали спільної дати Великодня.

### Пропозиції з 2014 року
У травні 2015 року, у річницю зустрічі між собою та Папою Римським Франциском, коптський Папа-Патріарх Тавадрос II написав листа Франциску з проханням розглянути можливість докласти нових зусиль в єдину дату до Великодня.
У відповідь на це 12 червня 2015 р. Папа Франциск заявив Міжнародному католицькому харизматичному поновленню 3-го світового відступу священиків в базиліці Святого Івана Латеранського в Римі, що "ми повинні домовитись" про спільну дату на Великдень. Лучетта Скарафія, історикиня, пишучи у ватиканській щоденній газеті L'Osservatore Romano, сказала, що Папа пропонує цю ініціативу змінити дату Великодня "як дар єдності з іншими християнськими церквами", додавши, що загальна дата Великодня заохочувало б "примирення між християнськими церквами і... своєрідне осмислення календаря". Через тиждень Афрем II, сирійський православний патріарх Антіохійський, зустрівся з папою Франциском і зазначив, що святкування Великодня "у дві різні дати є джерелом великого дискомфорту і послаблює загальне свідчення церкви у світі".
У січні 2016 року архієпископ Кентерберійський Джастін Велбі оголосив, що від імені Англіканського співтовариства приєднався до обговорень з католицькими, коптськими та православними представниками у визначений термін на Великдень, і що він сподівається, що це відбудеться протягом найближчих п'яти-десяти років. Велбі запропонував встановити Великдень на другу або третю неділю квітня щодо григоріанського календаря. Ця пропозиція ще має бути схвалена, особливо східними церквами, які наразі визначають Великдень за юліанським календарем.
У останніх заявах Ватикану та православних церков йдеться про досягнення консенсусу до 2025 року, якраз до 1700-річчя Нікейського собору, але без подробиць і будь-яких конкретних планів або того, хто які зміни прийматиме. Комісія «Віра і порядок» Всесвітньої ради церков організувала конференції з нагоди цієї події.
10 листопада 2022 року Вселенський патріарх Варфоломій І заявив, що і з православної, і з католицької сторони є добрий намір нарешті встановити спільну дату для святкування Великодня — Христового Воскресіння до відзначення 1700-річчя Першого Вселенського собору, що мав місце в Нікеї 325 року., однак про деталі говорити ще зарано.
Відповідно до міжнародних стандартів, Великодня неділя закінчує тиждень, що містить Велику п’ятницю, а тиждень другої неділі квітня має порядковий номер 14 або 15 (домінікальні літери D / DC, E / ED, F / FE та GF, тобто 46,25% від років), отже, третя неділя — це на тиждень пізніше. У даний час не обговорюється жодна громадська пропозиція, яка використовувала б визначений тиждень року для Великодня та залежних свят. Друга неділя квітня, як правило, 15-та неділя року (за винятком домінікальної літери G, 10,75%), яка майже завжди є також неділею після другої суботи квітня (за винятком домінікальної літери AG, 3,75%).